# Batthyány Vilmos
Németújvári gróf Batthyány Vilmos (Zalaszentgrót, 1870. március 14. – Körmend, 1923. november 24.) kiutasított nyitrai püspök, Boldog Batthyány-Strattmann László unokatestvére.

## Pályafutása
A kalocsai gimnáziumba járt, majd a filozófiát és a teológiát az Innsbrucki Egyetemen és a római Nemesi Akadémián végezte. 1894. július 7-én pappá szentelték. Kánonjogi doktor és XIII. Leó pápa titkos kamarása lett. 1900. július 2-án nyitrai kanonok.

### Püspöki pályafutása
1902. január 3-án titiopolisi címzetes püspökké és Nyitrán Bende Imre koadjutor püspökévé nevezték ki. február 5-én szentelte püspökké Csáky Károly váci püspök, Széchényi Miklós győri püspök és Jung János váci segédpüspök segédletével. 1910. március 15-től a nyitrai egyházmegye apostoli adminisztrátora. 1911.március 26-tól megyés püspök, a főrendiház tagja lett.
A csehszlovák csapatok 1918. december 10-én megszállták Nyitrát, és a püspököt letartóztatták. 19 napig tartották fogva. 1919. március elején körlevelében a zsolnai papi gyűlés határozatait kánonjogilag törvénytelennek és érvénytelennek nyilvánította, ezért a csehszlovák hatóságok március 27-én csomagjaival a pozsonyi Duna-hídon át a magyar határig szállították. Nyitrára nem térhetett vissza. A püspökségről kénytelen volt  1920-ban lemondani, ezért XV. Benedek pápa címzetes érsekké nevezte ki.
Németújvárban nyugszik.

## Művei
- 1899 Töredékek a modern róm. életből. Nyitra.